# Massiccio dei Cerces
Il Massiccio dei Cerces (in francese Massif des Cerces - detto anche Gruppo del Galibier) è un gruppo montuoso alpino che si trova in Francia (dipartimenti delle Alte Alpi e della Savoia).

## Classificazione
La SOIUSA lo vede come un gruppo alpino e vi attribuisce la seguente classificazione:
- Grande Parte = Alpi Occidentali
- Grande Settore = Alpi Sud-occidentali
- Sezione = Alpi Cozie
- Sottosezione = Alpi del Moncenisio
- Supergruppo = Catena Chaberton-Tabor-Galibier
- Gruppo = Massiccio dei Cerces
- Codice = I/A-4.III-A.3

Altre classificazioni vedono il massiccio dei Cerces con dimensioni maggiori e coincidente con il supergruppo Catena Chaberton-Tabor-Galibier delle Alpi del Moncenisio. In tal modo il massiccio interessa in parte anche l'Italia.

## Limiti geografici
I limiti geografici del massiccio dei Cerces sono: Colle del Galibier, Colle di Rochilles, Valle della Clarée, Névache, Briançon, valle della Guisane, Colle del Galibier.

## Suddivisione
La SOIUSA lo suddivide in due sottogruppi:
- Cresta Grand Galibier-Moulinière-Cerces (a)
- Cresta Grand Aréa-Roche Gauthier (b)

## Montagne
Le vette principali sono:
- Grand Galibier - 3.242 m
- Pointe des Cerces - 3.097 m
- Pic de la Moulinière - 3.073 m
- Grand Aréa - 2.869 m
- La Gardiole - 2.753 m
- Roche Gauthier - 2.749 m
- Rocher du Loup - 2.654 m
- Grand Meyret - 2.516 m